# تشارلز أوسبورن
تشارلز أوسبورن (بالإنجليزية: Charles Osborne)‏ (من مواليد 24 نوفمبر 1927 في بريزبان، أستراليا) هو صحفي وناقد مسرحي وناقد أوبرا وشاعر وروائي.

## روابط خارجية
- تشارلز أوسبورن على موقع ميوزك برينز (الإنجليزية)